# OK Liga 2009-2010
L'OK Liga 2009-2010 è stata la 41ª edizione del torneo di primo livello del campionato spagnolo di hockey su pista; disputato tra il 26 settembre 2009 e il 12 giugno 2010 si è concluso con la vittoria del Barcellona, al suo ventitreesimo titolo.

## Stagione

### Formula
L'OK Liga 2009-2010 vide ai nastri di partenza sedici club; la manifestazione fu organizzata con un girone all'italiana, con gare di andata e ritorno per un totale di 30 giornate: erano assegnati tre punti per l'incontro vinto, un punto a testa per l'incontro pareggiato e zero la sconfitta. Al termine della stagione regolare la vincitrice venne proclamata campione di Spagna. Le squadre classificate dal tredicesimo al sedicesimo posto retrocedettero direttamente in Primera División, il secondo livello del campionato.

## Classifica finale
|                   | Pos. | Squadra         | Pt | G  | V  | N | P  | GF  | GS  | DR  |
| ----------------- | ---- | --------------- | -- | -- | -- | - | -- | --- | --- | --- |
| Spagna (bandiera) | 1.   | Barcellona      | 76 | 30 | 25 | 1 | 4  | 145 | 63  | +82 |
|                   | 2.   | Liceo La Coruña | 72 | 30 | 23 | 3 | 4  | 159 | 79  | +80 |
|                   | 3.   | Vic             | 70 | 30 | 22 | 4 | 4  | 125 | 81  | +44 |
|                   | 4.   | Vilanova        | 54 | 30 | 16 | 6 | 8  | 124 | 110 | +14 |
|                   | 5.   | Reus Deportiu   | 53 | 30 | 16 | 5 | 9  | 133 | 99  | +34 |
|                   | 6.   | Lloret          | 50 | 30 | 15 | 5 | 10 | 99  | 88  | +11 |
|                   | 7.   | Noia            | 43 | 30 | 13 | 4 | 13 | 105 | 106 | -1  |
|                   | 8.   | Tenerife        | 41 | 30 | 12 | 5 | 13 | 103 | 98  | +5  |
|                   | 9.   | Blanes          | 37 | 30 | 11 | 4 | 15 | 105 | 107 | -2  |
|                   | 10.  | Igualada        | 34 | 30 | 9  | 7 | 14 | 104 | 117 | -13 |
|                   | 11.  | GEIEG Girona    | 32 | 30 | 10 | 2 | 18 | 99  | 112 | -13 |
|                   | 12.  | PAS Alcoy       | 32 | 30 | 9  | 5 | 16 | 110 | 141 | -31 |
|                   | 13.  | Lleida          | 31 | 30 | 9  | 4 | 17 | 95  | 131 | -36 |
|                   | 14.  | Cerceda         | 31 | 30 | 9  | 4 | 17 | 94  | 134 | -40 |
|                   | 15.  | Maçanet         | 18 | 30 | 5  | 3 | 22 | 81  | 150 | -69 |
|                   | 16.  | Vilafranca      | 13 | 30 | 3  | 4 | 23 | 76  | 141 | -65 |

Legenda:
  Vincitore della Coppa del Re 2010.
      Campione di Spagna e ammessa all'Eurolega 2010-2011.
      Ammesse all'Eurolega 2010-2011.
      Ammesse in Coppa CERS 2010-2011.
      Retrocesse in Primera División 2010-2011.
Note:
Tre punti a vittoria, uno a pareggio, zero a sconfitta.